# Baltische Fußballmeisterschaft 1922/23
Die baltische Fußballmeisterschaft 1922/23 des Baltischen Rasen- und Wintersport-Verbandes gewann der VfB Königsberg im Endrundenturnier ungeschlagen mit zwei Punkten Vorsprung vor dem TuFC Preußen Danzig. Dies war der insgesamt fünfte Gewinn der baltischen Fußballmeisterschaft für die Königsberger, die sich dadurch für die deutsche Fußballmeisterschaft 1922/23 qualifizierten. Nach einem Freilos im Viertelfinale schied Königsberg im Halbfinale nach einer knappen 2:3-Heimniederlage gegen den späteren deutsche Fußballmeister Hamburger SV aus. Es war erst das zweite Mal überhaupt, dass ein Verein aus dem Baltischer Rasen- und Wintersport-Verband das Halbfinale der deutschen Fußballmeisterschaft erreichte.

## Modus und Übersicht
Die Vereine im Baltische Rasen- und Wintersport-Verband waren in der Saison 1922/23 erneut in drei Kreise eingeteilt, die Kreismeister qualifizierten sich für die Endrunde um die baltische Fußballmeisterschaft. In Ostpreußen und Pommern gab es  mehrere Bezirksklassen, deren Sieger in einer Endrunde den jeweiligen Kreismeister ausspielten.
| Kreis      | Kreismeister         |
| ---------- | -------------------- |
| Ostpreußen | VfB Königsberg       |
| Danzig     | TuFC Preußen Danzig  |
| Pommern    | Stettiner FC Titania |

## Kreis I Ostpreußen
In Ostpreußen wurde erneut in sieben regionalen Bezirksligen gespielt. Die Sieger dieser Ligen trafen dann in der ostpreußischen Endrunde aufeinander.

### Bezirk I Königsberg
| Pl. | Verein                           | Sp. | S  | U | N | Tore    | Quote | Punkte |
| --- | -------------------------------- | --- | -- | - | - | ------- | ----- | ------ |
| 1.  | VfB Königsberg (BM) (M)          | 11  | 11 | 0 | 0 | 052:500 | 10,40 | 22:0   |
| 2.  | SV Rasensport-Preußen Königsberg | 11  | 5  | 2 | 4 | 028:180 | 1,56  | 12:10  |
| 3.  | Concordia Königsberg a           | 12  | 5  | 2 | 5 | 016:180 | 0,89  | 12:12  |
| 4.  | SV Prussia-Samland Königsberg    | 11  | 5  | 1 | 5 | 018:240 | 0,75  | 11:11  |
| 5.  | Königsberger STV b               | 10  | 3  | 2 | 5 | 017:230 | 0,74  | 08:12  |
| 6.  | SpVgg ASCO Königsberg            | 11  | 2  | 3 | 6 | 017:310 | 0,55  | 07:15  |
| 7.  | SV Baltia Königsberg             | 12  | 2  | 2 | 8 | 012:410 | 0,29  | 06:18  |

| (BM) | baltischer Titelverteidiger       |
| (M)  | Titelverteidiger Kreis Ostpreußen |
| (N)  | Aufsteiger                        |

Relegationsspiele:
| Datum            |                      | Ergebnis  |                      |
| ---------------- | -------------------- | --------- | -------------------- |
| 18. Februar 1923 | Marine-SV Pillau     | 2:1       | SC Hansa Königsberg  |
| 25. Februar 1923 | SV Baltia Königsberg | 2:1       | Marine-SV Pillau     |
| 27. Mai 1923     | SC Hansa Königsberg  | 2:0 n. V. | SV Baltia Königsberg |

Nach dem letzten Spiel entschied der Bezirksvorstand, dass Baltia Königsberg in der LIga verbleiben durfte und zusätzlich Hansa Königsberg in die Liga aufsteigen durfte.

### Bezirk II Tilsit/Memel
Nach Besetzung des Memellandes im Januar 1923 wurde der Bezirk zur kommenden Spielzeit in Bezirk II Tilsit umbenannt. Der MTV Memel durfte weiterhin an den Verbandsspielen teilnehmen, erst 1932 wurde ihm dies verboten.
| Pl. | Verein              | Sp. | S | U | N | Tore    | Quote | Punkte |
| --- | ------------------- | --- | - | - | - | ------- | ----- | ------ |
| 1.  | Sportabt. MTV Memel | 2   | 1 | 1 | 0 | 004:200 | 2,00  | 03:10  |
| 2.  | SC Lituania Tilsit  | 2   | 0 | 1 | 1 | 002:400 | 0,50  | 01:30  |

### Bezirk III Insterburg-Gumbinnen
| Pl. | Verein                |
| --- | --------------------- |
| 1.  | FC Preußen Gumbinnen  |
| 2.  | SC Preußen Insterburg |
| 3.  | SV Insterburg         |
| 4.  | SV Stallupönen        |

### Bezirk IV Südostpreußen
| Pl. | Verein                   |
| --- | ------------------------ |
| 1.  | VfB Osterode             |
| 2.  | Osteroder SC 1908        |
| 3.  | SV Viktoria Allenstein   |
| 4.  | SV Hindenburg Allenstein |
| 5.  | SV Allenstein            |

### Bezirk V Masuren
Aus dem Bezirk V Masuren ist derzeit nur der Sieger, SV Masovia Lyck, und der Zweitplatzierten SV Sensburg 1920 überliefert.

### Bezirk VI Ostpreußen West
| Pl. | Verein             | Sp. | S | U | N | Tore    | Quote | Punkte |
| --- | ------------------ | --- | - | - | - | ------- | ----- | ------ |
| 1.  | SV Viktoria Elbing | 6   | 5 | 0 | 1 | 016:600 | 2,67  | 10:20  |
| 2.  | Elbinger SV        | 5   | 3 | 1 | 1 | 009:300 | 3,00  | 07:30  |
| 3.  | Marienburger SV 05 | 8   | 3 | 1 | 4 | 019:190 | 1,00  | 07:90  |
| 4.  | VfR Hansa Elbing   | 6   | 3 | 0 | 3 | 013:150 | 0,87  | 06:60  |
| 5.  | SV Marienwerder    | 5   | 0 | 0 | 5 | 002:160 | 0,13  | 0:10   |

### Bezirk VII Ostpreußen Mitte
Aus dem Bezirk VII Ostpreußen Mitte ist nur der Sieger, Rastenburger SV, überliefert.

### Endrunde um die ostpreußische Meisterschaft
Qualifiziert für die diesjährige ostpreußische Endrunde waren die Sieger der sieben Bezirken. Die Endrunde wurde in zwei Staffeln ausgespielt, die Staffelsieger trafen im Finale aufeinander.

#### Staffel I
| Pl. | Verein                                                        | Sp. | S | U | N | Tore    | Quote | Punkte |
| --- | ------------------------------------------------------------- | --- | - | - | - | ------- | ----- | ------ |
| 1.  | VfB Königsberg (BM) (M) (Sieger Bezirk I Königsberg)          | 2   | 1 | 1 | 0 | 006:200 | 3,00  | 03:10  |
| 2.  | Sportabt. MTV Memel (Sieger Bezirk II Tilsit/Memel)           | 2   | 0 | 2 | 0 | 004:400 | 1,00  | 02:20  |
| 3.  | FC Preußen Gumbinnen (Sieger Bezirk III Insterburg-Gumbinnen) | 2   | 0 | 1 | 1 | 002:600 | 0,33  | 01:30  |

| (BM) | baltischer Titelverteidiger       |
| (M)  | Titelverteidiger Kreis Ostpreußen |

#### Staffel II
| Pl. | Verein                                                | Sp. | S | U | N | Tore    | Quote | Punkte |
| --- | ----------------------------------------------------- | --- | - | - | - | ------- | ----- | ------ |
| 1.  | SV Masovia Lyck (Sieger Bezirk V Masuren)             | 3   | 3 | 0 | 0 | 003:200 | 1,50  | 06:0   |
| 2.  | SV Viktoria Elbing (Sieger Bezirk VI Ostpreußen West) | 3   | 1 | 1 | 1 | 010:500 | 2,00  | 03:30  |
| 3.  | Rastenburger SV (Sieger Bezirk VII Ostpreußen Mitte)  | 3   | 1 | 0 | 2 | 000:600 | 0,00  | 02:40  |
| 4.  | VfB Osterode (Sieger Bezirk IV Südostpreußen)         | 3   | 0 | 1 | 2 | 002:200 | 1,00  | 01:50  |

#### Finale Ostpreußen
| Datum             |                | Ergebnis |                 | Ort        |
| ----------------- | -------------- | -------- | --------------- | ---------- |
| 22. November 1922 | VfB Königsberg | c7:1 c   | SV Masovia Lyck | Königsberg |
| 4. Februar 1923   | VfB Königsberg | 13:00    | SV Masovia Lyck | Königsberg |

## Kreis II Danzig
In Danzig wurde erneut in einer eingleisigen Liga gespielt.
| Pl. | Verein                      | Sp. | S | U | N | Tore    | Quote | Punkte |
| --- | --------------------------- | --- | - | - | - | ------- | ----- | ------ |
| 1.  | TuFC Preußen Danzig         | 10  | 8 | 1 | 1 | 029:160 | 1,81  | 17:30  |
| 2.  | VfL Danzig                  | 10  | 4 | 5 | 1 | 020:110 | 1,82  | 13:70  |
| 3.  | SV Schutzpolizei Danzig (M) | 10  | 4 | 2 | 4 | 021:140 | 1,50  | 10:10  |
| 4.  | SV Ostmark Danzig           | 10  | 2 | 3 | 5 | 020:260 | 0,77  | 07:13  |
| 5.  | Danziger SC                 | 10  | 3 | 1 | 6 | 019:270 | 0,70  | 07:13  |
| 6.  | SV Neufahrwasser (N)        | 10  | 2 | 2 | 6 | 019:340 | 0,56  | 06:14  |

| (M) | Titelverteidiger Kreis Danzig |
| (N) | Aufsteiger                    |

## Kreis III Pommern
Der Kreis Pommern war in dieser Spielzeit in sieben Bezirken eingeteilt, die Bezirkssieger spielten in der pommerschen Fußballendrunde den Kreismeister Pommerns aus.

### Bezirk I Stolp
Die Bezirksmeisterschaft Stolps wurde aus finanziellen Gründen nicht zu Ende gespielt. Der Vorjahresmeister SV Sturm Lauenburg wurde für die pommersche Endrunde gemeldet.
| Pl. | Verein             | Sp. | S | U | N | Tore    | Quote | Punkte |
| --- | ------------------ | --- | - | - | - | ------- | ----- | ------ |
| 1.  | SV Viktoria Stolp  | 6   | 4 | 2 | 0 | 026:100 | 2,60  | 10:20  |
| 2.  | SV Sturm Lauenburg | 5   | 4 | 1 | 0 | 022:600 | 3,67  | 09:10  |
| 3.  | SV Germania Stolp  | 6   | 2 | 1 | 3 | 016:140 | 1,14  | 05:70  |
| 4.  | RSV Pfeil Schlawe  | 2   | 0 | 0 | 2 | 003:110 | 0,27  | 0:40   |
| 5.  | SV Fortuna Stolp   | 5   | 0 | 0 | 5 | 004:300 | 0,13  | 0:10   |

### Bezirk II Köslin
In dem Bezirk Köslin fand in dieser Spielzeit kein Spielbetrieb statt.

### Bezirk III Stettin
| Pl. | Verein                   | Sp. | S  | U | N | Tore    | Quote | Punkte |
| --- | ------------------------ | --- | -- | - | - | ------- | ----- | ------ |
| 1.  | Stettiner FC Titania (M) | 12  | 11 | 0 | 1 | 037:110 | 3,36  | 22:20  |
| 2.  | Stettiner SC             | 9   | 5  | 1 | 3 | 022:100 | 2,20  | 11:70  |
| 3.  | SC Blücher Stettin       | 8   | 5  | 0 | 3 | 017:200 | 0,85  | 10:60  |
| 4.  | VfB Stettin              | 8   | 3  | 2 | 3 | 014:140 | 1,00  | 08:80  |
| 5.  | SC Preußen Stettin       | 10  | 4  | 0 | 6 | 020:250 | 0,80  | 08:12  |
| 6.  | Stettiner TV             | 9   | 3  | 0 | 6 | 007:170 | 0,41  | 06:12  |
| 7.  | BC 1919 Stettin          | 10  | 0  | 1 | 9 | 007:270 | 0,26  | 01:19  |

| (M) | Titelverteidiger Kreis Pommern |

Relegationsspiele:
| Datum                              |                     | Gesamt |                 | Hinspiel | Rückspiel |
| ---------------------------------- | ------------------- | ------ | --------------- | -------- | --------- |
| 21. Januar 1923 / 18. Februar 1923 | SC Vorwärts Stettin | 2:5    | BC 1919 Stettin | 0:3      | 2:2       |

### Bezirk IV Pyritz
Aus dem Bezirk Pyritz ist aktuell nur der Sieger, SC Viktoria Stargard, überliefert.

### Bezirk V Schneidemühl
| Pl. | Verein                        | Sp. | S  | U | N | Tore    | Quote | Punkte |
| --- | ----------------------------- | --- | -- | - | - | ------- | ----- | ------ |
| 1.  | SV Deutsch Krone              | 13  | 13 | 0 | 0 | 049:140 | 3,50  | 26:0   |
| 2.  | FC Germania Schneidemühl      | 13  | 7  | 2 | 4 | 031:390 | 0,79  | 16:10  |
| 3.  | SC Erika Schneidemühl         | 12  | 6  | 2 | 4 | 017:310 | 0,55  | 14:10  |
| 4.  | FC Viktoria Schneidemühl      | 14  | 6  | 0 | 8 | 021:140 | 1,50  | 12:16  |
| 5.  | SV Hellas Schönlanke          | 14  | 6  | 0 | 8 | 018:410 | 0,44  | 12:16  |
| 6.  | SV Hertha Schneidemühl 1B (N) | 14  | 4  | 2 | 8 | 026:360 | 0,72  | 10:18  |
| 7.  | SV Hertha Schneidemühl 1A d   | 14  | 4  | 1 | 9 | 037:800 | 4,63  | 09:19  |
| 8.  | SV Flatow (N)                 | 14  | 4  | 1 | 9 | 018:340 | 0,53  | 09:19  |

| (N) | Aufsteiger |

### Bezirk VI Vorpommern
| Pl. | Verein                      |
| --- | --------------------------- |
| 1.  | SC Vorwärts Löcknitz        |
| 2.  | Pasewalker SC               |
| 3.  | Sportabt. des Pasewalker TV |
| 4.  | SC Preußen Strasburg        |
| 5.  | SC Ueckermünde              |
| 6.  | SC Germania Torgelow        |
| 7.  | SC Brüssow                  |
| 8.  | TV Eiche Anklam             |
| 9.  | SC Preußen Lassan           |

### Bezirk VII Gollnow
Aus dem Bezirk Gollnow ist aktuell nur der Sieger, SC Blücher Gollnow, und der Zweitplatzierte SC Regenwalde 1920 überliefert.

### Endrunde um die pommersche Meisterschaft
Die qualifizierten Mannschaften trafen im K.-o.-System aufeinander, um den pommerschen Fußballmeister zu ermitteln.
Vorrunde
| Datum                                                               |                                                 | Ergebnis |                                                    | Ort          |
| ------------------------------------------------------------------- | ----------------------------------------------- | -------- | -------------------------------------------------- | ------------ |
| 11. Dezember 1922                                                   | SV Deutsch Krone (Sieger Bezirk V Schneidemühl) | 2:1      | SC Viktoria Stargard (Sieger Bezirk IV Pyritz)     | Schneidemühl |
| 11. Dezember 1922                                                   | SC Blücher Gollnow (Sieger Bezirk VII Gollnow)  | 3:0 e    | SC Vorwärts Löcknitz (Sieger Bezirk VI Vorpommern) | Stettin      |
| Stettiner FC Titania (Sieger Bezirk III Stettin) hatte ein Freilos. |                                                 |          |                                                    |              |
| SV Sturm Lauenburg (Teilnehmer Bezirk I Stolp) hatte ein Freilos.   |                                                 |          |                                                    |              |

Halbfinale
| Datum           |                    | Ergebnis |                      | Ort          |
| --------------- | ------------------ | -------- | -------------------- | ------------ |
| 21. Januar 1923 | SC Blücher Gollnow | 00:13    | Stettiner FC Titania | Gollnow      |
| 21. Januar 1923 | SV Deutsch Krone   | 1:3      | SV Sturm Lauenburg   | Schneidemühl |

Finale
| Datum           |                      | Ergebnis |                    | Ort     |
| --------------- | -------------------- | -------- | ------------------ | ------- |
| 28. Januar 1923 | Stettiner FC Titania | 4:0      | SV Sturm Lauenburg | Stettin |

## Endrunde um die baltische Fußballmeisterschaft
Die Endrunde um die baltische Fußballmeisterschaft wurde in der Saison 1922/23 im Rundenturnier mit Hin- und Rückspiel ausgetragen. Qualifiziert waren die drei Kreismeister. Der VfB Königsberg gewann seinen fünften Meistertitel des Baltischen Rasen- und Wintersportverbandes.

### Kreuztabelle
| 1923                 | VfB Königsberg | TuFC Preußen Danzig | Stettiner FC Titania |
| -------------------- | -------------- | ------------------- | -------------------- |
| VfB Königsberg       |                | 6:3                 | 5:1                  |
| TuFC Preußen Danzig  | +0:0 f         |                     | +0:0 g               |
| Stettiner FC Titania | 2:3            | 2:1                 |                      |

### Abschlusstabelle
| Pl. | Verein                                          | Sp. | S | U | N | Tore    | Quote | Punkte |
| --- | ----------------------------------------------- | --- | - | - | - | ------- | ----- | ------ |
| 1.  | VfB Königsberg (Sieger Kreis I Ostpreußen)      | 4   | 3 | 0 | 1 | 014:600 | 2,33  | 06:20  |
| 2.  | TuFC Preußen Danzig (Sieger Kreis II Danzig)    | 4   | 2 | 0 | 2 | 004:800 | 0,50  | 04:40  |
| 3.  | Stettiner FC Titania (Sieger Kreis III Pommern) | 4   | 1 | 0 | 3 | 005:900 | 0,56  | 02:60  |